# Yannets Levi
Yannets Levi ( hébreu : ינץ לוי, né le 14 juin 1975) est un auteur, dramaturge, animateur de télévision et conférencier israélien. Levi est l'un des écrivains pour enfants et adultes les plus populaires et reconnus d'Israël avec 12 best-sellers publiés d'affilée. Ses livres sont traduits en anglais, japonais, coréen, chinois, tchèque, arabe, hongrois et macédonien. En 2010, il remporte le Public Library Award, le prix le plus prestigieux pour la littérature pour enfants en Israël. En 2016, il remporte le prix Dvora Omer de littérature jeunesse. En 2021, Levi remporte le prix du Premier ministre pour les œuvres littéraires hébraïques.

## Biographie
Levi est né en 1975 à Herzliya, en Israël, dans une famille de conteurs et grandit à Kfar Saba. Son père est journaliste et sa mère est une juive orthodoxe devenue laïque. Levi dit que son écriture a d'abord été influencée par des histoires que son père et d'autres membres de la famille lui racontaient lorsqu'il était enfant.
Sa première passion est la peinture et, enfant, il se destine à devenir peintre. Mais à l'adolescence, il commence à écrire et depuis, explore une variété de médias : fiction et non-fiction, drame pour la télévision et la scène, journalisme, etc. Il étudie à l'Université de Tel Aviv dans un programme pour étudiants exceptionnels. Levi perd son frère, Regev Levi, qui est mort du SIDA. Il est le frère de l'écrivain et réalisateur israélien Reshef Levi, et du professeur au MIT Retsef Levi. Yannets Levi est marié à la chorégraphe et danseuse israélienne Inbal Oshman. Ils ont 4 enfants.
Levi voyage fréquemment en Inde, étudie sa culture et a l'habitude de donner des conférences sur la culture indienne.

## Ouvrages
Les aventures de l'oncle Leo (hébreu : הרפתקאות דוד אריה) de Yannets Levi est l'une des séries de livres pour enfants les plus populaires d'Israël. Le sixième livre de la série est publié en mai 2014. La série est publiée en arabe, tchèque, coréen, anglais (Inde, Pakistan, Népal, Bangladesh et Bhoutan), japonais, chinois, hongrois et macédonien. Les livres de lecture des chapitres d'Oncle Leo's Adventures font partie du programme officiel du ministère israélien de l'Éducation. Le premier livre remporte le Public Library Award, 2010, le prix le plus prestigieux pour la littérature pour enfants en Israël. Il remporte également un prix pour son illustration (par Yaniv Shimony) du Musée d'Israël. Le troisième livre de la série remporte le prix Devora Omer du livre pour enfants ou jeunesse le plus populaire dans les bibliothèques publiques. Une pièce de lecture en arabe d'Oncle Leo's Adventures, basée sur le premier livre de la série créée en janvier 2016 au théâtre Elmina (Jaffa), promeut la tolérance et la coexistence en Israël. Les aventures de l'oncle Leo avec Ragepunch la sorcière, une pièce de théâtre originale en hébreu des aventures de l'oncle Leo, écrite par Levi, est créée en décembre 2017 à Habima, le théâtre national d'Israël.
Le best-seller de Levi, Tales of the Forest Man (2010, illustré par Liora Grossman), est une collection de 9 fables racontées sur les plantes accompagnées d'informations botaniques.
Le roman pour enfants le plus vendu de Levi, intitulé Mrs. Rosebud is Not a Monster (Mrs. Rosebud n'est pas un monstre), dépeignant les aventures de l'école, est publié en 2014. Il raconte l'histoire de Michael, un excellent écolier obéissant mais peureux, qui a tendance à beaucoup pleurer. Pendant les vacances d'été, il se promet que l'année prochaine il sera plus courageux et moins anxieux, mais il découvre ensuite que son professeur est le professeur le plus monstrueux depuis l'ère des dinosaures. Malheureusement, Michael tombe amoureux de Daphné, sans savoir qu'elle est la fille de Mrs Rosebud.
Le roman pour adultes le plus vendu et acclamé par la critique de Levi, Living Hope (hébreu : תוחלת החיים של אהבה), est publié en août 2015. Il raconte l'histoire d'une famille de 6 frères et sœurs qui découvre un jour que leur frère est séropositif. Le roman traite de la façon dont chaque membre de la famille fait face à la nouvelle situation et comment cela influence leur vie et leurs relations.
La série de livres de lecture de chapitre la plus vendue et acclamée par la critique When Grandpa Jonah was just a Kid de Levi commence à être publiée en décembre 2017. Elle est basée sur l'enfance du père de Levi. Il raconte l'histoire de Jonas, un enfant très pauvre des années 1930. Le premier livre de la série est recommandé par le ministère israélien de l'Éducation dans le cadre du projet Book Parade. Le deuxième livre « When Grandpa Jonah was Just a Kid - When It Rains, It Pours » est publié en mai 2019. Dans chaque livre de la série, l'ingénieux Jonah parvient à aider sa pauvre famille. Il le fait de manière originale, créative et très intelligente. Le 3e livre de la série paraît en 2021. Princess Felicity and the Emotions 'Factory de Levi (illustré par Avi Blyer) est publié en juillet 2020,. C'est un conte de science-fiction sur un royaume où toutes les émotions sont partagées par tous les citoyens. La protagoniste, la princesse Felicity, soutient l'acte au début, mais réalise ensuite qu'elle doit sauver son royaume et récupérer toutes les émotions manquantes. L'histoire traite de la signification des émotions dans nos vies, qu'elles soient "positives" ou "négatives". L'histoire se penche également sur la commercialisation et le capitalisme. Dans une interview sur le livre au Yediot Aharonot, Levi a déclaré qu'il prévoyait d'adapter l'histoire en une version musicale pour un narrateur et un orchestre .
Levi publie deux autres livres pour adultes appréciés par la critique : Subterranean Water Stories et Himalaya Flesh and Blood.

## Théâtre
En décembre 2017, la pièce "Oncle Leo's Adventures with Ragepunch the Witch" de Levi est créée à Habima, le théâtre national d'Israël.
En février 2016, une pièce de théâtre en arabe, basée sur le premier livre de la série de livres Oncle Leo's Adventures, est créée à Elmina - Théâtre multiculturel pour enfants et jeunes, Jaffa, Israël. Mise en scène par Norman Issa, la pièce, intitulée "Amu Osama" (Oncle Leo), est écrite par Levi qui connaît l'Arabe. Levi déclare que la pièce est "un rêve devenu réalité. En ces jours fous, où la haine et la ségrégation dominent nos vies, je suis content qu'il y ait une pièce de théâtre en arabe d'Oncle Leo qui fasse rire les enfants. Ce rire est le son de la santé mentale." .
Depuis 2014, une pièce de théâtre de lecture Les aventures de l'oncle Léo produite par le théâtre LiStOVáNí est en tournée en République tchèque. Elle est réalisée et interprétée par Lukáš Hejlík et Alan Novotný.
En mars 2019, Yannets Levi's Adventures, un spectacle de comédie musicale écrit et interprété par Levi, est créé en Israël. Dans ce spectacle, Levi est rejoint par l'acteur Ben Perry. Levi rencontre sur scène les principaux personnages populaires de ses livres pour enfants avec lesquels il interagit et chante des chansons.

## Télévision
Levi anime un talk-show sur Channel 2 et la télévision éducative israélienne. Sur la base de ses entretiens avec des élèves, dans cette émission, il discute de littérature pour enfants et de niveau intermédiaire avec de jeunes lecteurs.
Avec Reshef Levi et Tomer Shani, Levi est co-créateur et co-scénariste de Carthago, une série télévisée qui raconte l'histoire d'un camp de détention britannique en Afrique de l'Est dans les années 1940. Il s'agit d'une coproduction internationale majoritairement anglophone qui sera diffusée sur la chaîne Kan11 de l'Israeli Public Broadcasting Corporation.
Comme scénariste, il écrit pour une variété de séries télévisées dramatiques et documentaires en Israël.

## Ouvrages publiés
- Histoires d'eau souterraine ( hébreu : סיפורים מי תהום ), recueil de nouvelles.
- Himalaya Flesh and Blood ( hébreu : הימאליה בשר ודם ), un roman.
- Les aventures de l'oncle Leo dans les steppes roumaines, un livre pour enfants - publié en anglais, japonais, chinois, tchèque, coréen et arabe.
- Les aventures de l'oncle Leo dans la jungle sibérienne, un livre pour enfants - publié en anglais, chinois, tchèque et coréen.
- Les aventures de l'oncle Leo dans le désert suisse, un livre pour enfants - publié en anglais, chinois, tchèque et coréen.
- Contes de l'homme de la forêt, un livre pour enfants.
- Uncle Leo's Adventures in the West Pole, un livre pour enfants - publié en anglais, chinois, tchèque et coréen.
- Les aventures de l'oncle Leo dans les forêts du Sahara, un livre pour enfants - publié en anglais, chinois et coréen.
- Mme. Rosebud is No Monster, un roman de niveau moyen.
- Les aventures de l'oncle Léo dans l'océan tibétain, un livre pour enfants.
- Living Hope (hébreu : תוחלת החיים של אהבה), un roman.
- When Grandpa Jonah was Just a Kid ( hébreu : כשסבא אליהו היה קטן ), un livre pour enfants.
- When Grandpa Jonah was Just a Kid 2 - When It Rain, It Pours" (hébreu : כשסבא אליהו היה קטן - מבול של צרות), un livre pour enfants.

### Entretiens en anglais
- M. Venkatesh interviewe Yannets Levi dans Mint, juin 2015.
- Saimi Sattar interviewe Yannets Levi dans The Telegraph.
- 'It All Happened by Mistake', une interview dans The Statesman, février 2015.
- Entretien sur le site Web Indian Moms Connect, Indian Moms Connect, 2015.